# Воскодавинці (Хмельницький район)
Воскодави́нці —  село в Україні, у Красилівській міській громаді Хмельницького району Хмельницької області. Населення — 200 осіб.